# Arc-sous-Cicon
Arc-sous-Cicon – miejscowość i gmina we Francji, w regionie Burgundia-Franche-Comté, w departamencie Doubs.
Według danych na rok 1990 gminę zamieszkiwało 507 osób, a gęstość zaludnienia wynosiła 18 osób/km² (wśród 1786 gmin Franche-Comté Arc-sous-Cicon plasuje się na 312. miejscu pod względem liczby ludności, natomiast pod względem powierzchni na miejscu 41.).